# Víctor Hugo Briones
Víctor Hugo Briones Urquiza (Balzar, 12 de junio de 1910 - Guayaquil, 27 de septiembre de 1945) fue un profesor, político y líder sindical ecuatoriano.

## Biografía
Nació el 12 de junio de 1910 en la parroquia Colimes, que en ese entonces pertenecía al cantón Balzar. Luego de la muerte de su padre, ocurrida cuando contaba con 12 años, su madre llevó a la familia a Guayaquil. Realizó sus estudios secundarios en el Colegio Nacional Vicente Rocafuerte.
Tras graduarse de bachiller, empezó a trabajar como profesor y se vinculó con el Partido Socialista Ecuatoriano y el movimiento obrero. Por su papel como educador, fue elegido representante del Sindicato de Educadores en la Convención Nacional de Profesores, que tuvo lugar en Quito. En 1941, fue además escogido como uno de los dos representates del país ante el Primer Congreso de la Confederación de Trabajadores de América Latina, desarrollado en México.
En octubre de 1942 fue elegido secretario de la Conferencia de Unificacón Sindical y al año siguiente fue elegido secretario general de la Unión Sindical de Trabajadores del Guayas. Fue uno de los líderes de la Alianza Democrática Ecuatoriana, que en 1943 empezó a hacer oposición al gobierno de Carlos Arroyo del Río. Como parte de la misma, tuvo un papel importante en la Revolución del 28 de mayo de 1944 y fue elegido representante de los trabajadores en la Asamblea Constituyente de Ecuador del mismo año. Durante la Asamblea, participó en los debates de la comisión de Asuntos Sociales y en la comisión especial que creó la ley de escalafón y sueldos para profesores ecuatorianos.
En 1945 ingresó al Comité Ejecutivo de Vialidad del Guayas, como representante de la Federación de Trabajadores, y participó en la campaña de Antonio Mata Martínez a la alcaldía de Guayaquil. También trabajó en la escritura de un libro sobre socialismo en Guayas.
Falleció el 27 de septiembre de 1945 en un accidente marítimo que tuvo lugar cuando cruzaba el río Guayas en una lancha que viajaba de Durán a Guayaquil. En medio del viaje, la lancha en que se transportaba Briones chocó contra la cadena de un barco de vapor que se encontraba anclado en el río y se volcó. El cortejo fúnebre en su honor se llevó a cabo el 1 de octubre y fue acompañado por alrededor de seis mil personas.
Debido a su fallecimiento, el puesto que le correspondía en el Congreso Extraordinario de 1945 fue asumido por la líder sindical Nela Martínez, quien se había desempeñado como su suplente en la Asamblea Constituyente.